# Lord Abercrombie
Lord Abercrombie war ein erblicher britischer Adelstitel in der Peerage of Scotland.

## Verleihung und nachgeordnete Titel
Der Titel wurde am 12. Dezember 1647 an den schottischen Ritter Sir James Sandilands verliehen. Er führte ein verschwenderisches Leben und musste 1649 seine Burg Newark Castle und weitere Ländereien in Fife zur Begleichung seiner Schulden verkaufen. Der Titel erlosch schließlich 1681, als sein gleichnamiger Sohn, der 2. Lord, unverheiratet und verarmt starb.

## Lords of Abercrombie (1647)
- James Sandilands, 1. Lord Abercrombie († nach 1666)
- James Sandilands, 2. Lord Abercrombie († 1681)